# Scolastique
Pour les articles homonymes, voir Scolastique (prénom) et Scolastique (religieuse).
| alternative1 |  | alternative2 |
|              |  |              |

| alternative3 |  | alternative4 |
| De haut en bas et de gauche à droite : Albert le Grand, Thomas d'Aquin, Jean Duns Scot, et Guillaume d'Ockham, représentants majeurs de la scolastique. |  |              |

La scolastique (du latin schola, « école », issu lui-même du grec σχολή / skholê, « repos, temps libre, loisir consacré à l'étude ») est une tradition intellectuelle qui a dominé les universités médiévales entre le XIIe et le XVIIe siècle. Caractérisée par son effort de systématisation des connaissances existantes et sa pratique du raisonnement dialectique, elle vise à synthétiser la pensée scientifique grecque (particulièrement l'enseignement d'Aristote et des péripatéticiens) avec la théologie chrétienne héritée des Pères de l'Église et d'Anselme. 
Parmi les érudits scolastiques importants figurent Pierre Abélard, Albert le Grand, ses élèves Henri de Gand et Thomas d'Aquin, Siger de Brabant, Jean Duns Scot et son élève Guillaume d'Ockham. La scolastique a pour foyer principal l'université de Paris, considérée comme son berceau historique, avant de se développer à l'université d'Oxford aux XIIIe et XIVe siècles puis à l'université de Salamanque, devenue un centre majeur de la scolastique avec Francisco Suárez. 
Les principaux sujets d'enquête de la scolastique étaient les questions philosophiques et théologiques. De ce fait, on peut la considérer comme un courant de la philosophie médiévale autant que de la théologie chrétienne. Bien qu'avec l'émergence de la science moderne et de la méthode expérimentale, la scolastique ait été critiquée pour son incapacité à s'adapter aux nouvelles découvertes, l'accent qu'elle mettait sur le débat et la rigueur de l'analyse a eu un impact durable sur la pratique philosophique et la discussion savante. 

## Etymologie
Le terme de « scolastique », dérivé du terme schola, provient du grec scholê au sens d’oisiveté, de temps libre, d’inactivité, qui — plus tardivement — signifie : « tenir école, faire des cours ». C’est qu’en effet, au Moyen Âge, seuls les clercs réguliers avaient la « scholê », c'est-à-dire le loisir d’étudier, laissant aux autres (le clergé séculier, les frères convers, les laïcs, etc.) le soin — réputé subalterne — des affaires matérielles.

## Les deux sources de la scolastique
Une des bases de la scolastique est l'étude de la Bible. Celle des Septante avait été traduite de l'hébreu au grec à Alexandrie 270 ans avant Jésus. L'Ancien Testament fut ensuite traduit de l'hébreu au latin à la fin du IVe siècle par saint Jérôme, qui révisa également une ancienne version en latin du Nouveau Testament, ce qui a donné la Vulgate. La Vulgate devient le texte de référence absolu pour les penseurs latins du Moyen Âge (le grec était plus usité à Constantinople). Uniquement accessible aux lettrés, elle est le fondement incontesté des études. Sont aussi soumis à l'étude scolastique l'enseignement officiel de l'Église, notamment les décisions des conciles ; les écrits des saints, tels saint Augustin, saint Hilaire, Grégoire le Grand ; les traités attribués à Denys l'Aréopagite, et surtout les quatre livres des Sentences, où Pierre Lombard avait rangé, vers 1150, l'ensemble des données et des problèmes de la foi chrétienne tels qu'ils avaient été déterminés, discutés, compris, par les principaux penseurs de l'Église.
La seconde source de la scolastique est l'étude des textes d'Aristote. En cela, son développement est essentiellement subordonné à la pénétration d’Aristote en Europe, ainsi qu’aux traductions des philosophes juifs et arabes (dont Avicenne, Averroès, Maïmonide). La découverte progressive de la Physique et de la Métaphysique d’Aristote en Occident provoque une véritable « révolution ». La chronologie peut être établie comme suit :
- pendant tout le haut Moyen Âge, Aristote n’est vu que comme un logicien, et on ne connaît de lui que l’Organon[5], puis les Catégories et le Peri Ermenias, bases sur lesquelles on ajoutera quelques sources indirectes, qui donnera un ensemble appelé vieille logique. C’est cette version qu’avait utilisée Abélard[6] ;
- vient le moment où « par Tolède, les chevaliers de la Reconquista apportent aux troubadours les échos de la poésie de l’Islam. Ce fut d’abord la nature qu’Aristote découvrit aux esprits »[7]. C’est essentiellement Gérard de Crémone, à partir de 1134 à Tolède, ayant à son actif 86 traductions de l’arabe (ouvrages de mathématiques, d’astrologie, d’hermétisme)[8], qui va traduire « la version des Analytiques postérieurs, de la Physique, des Traités Du ciel et Du monde, De la génération et de la corruption, ainsi que des premiers livres des Météorologiques »[8]. D’après Jeauneau, ces premières traductions sont encore imprégnées de néo-platonisme[9] et mêlent des ouvrages authentiques d'Aristote à des ouvrages influencés par le néo-platonisme, tels que le Liber de Causis (« Livre des causes » ou « Livre du bien pur ») ;
- les dates exactes d'arrivée des diverses traductions en France sont inconnues, bien qu'il soit fort probable que leur diffusion fut progressive. Néanmoins, Étienne Gilson[10] donne l'indication suivante : « Il semble bien que quelque chose de la physique d'Aristote ait été connu dès la fin du XIIe siècle » ;
- en 1210, les livres de philosophie de la nature sont interdits à Paris[11] ;
- en 1215, plusieurs écoles s’assemblent pour fusionner et devenir l’Université de Paris, institution à part entière, avec ses propres statuts[12] . L’universitaire y fonde sa méthode, la scolastique[13] qui connaîtra ses premiers déboires, du fait de l’inconciliabilité d’une culture importée avec la culture établie[14]. À la faculté des arts de Paris, la logique d’Aristote est tolérée, mais non la physique et la métaphysique[15]  ;
- en 1231, le pape Grégoire IX « réitère l’interdiction du concile de 1210, mais ajoute que la Physique d’Aristote sera soumise à l’examen d’une commission et purgée de ses erreurs »[15]  ;
- de 1230 à 1255, les barrières se rompent progressivement, sous l’impulsion d’Albert le Grand et Roger Bacon en 1244, puis de Robert Grossetête, chancelier de l’université d’Oxford qui termine la traduction de l’Éthique à Nicomaque en 1247, et enfin de Saint Thomas d’Aquin en 1252[16], où « Saint Thomas a franchement opté pour Aristote »[17] ;
- cette éclaircie ne sera que de courte durée. En 1270, Étienne Tempier, évêque de Paris, condamne l’aristotélisme après avoir découvert des positions contraires aux dogmes chrétiens chez certains scolastiques (tels que Boèce de Dacie et Siger de Brabant), en particulier l'averroïsme qui s'est développé dans la faculté des arts de Paris, condamnation renforcée en 1277 ; on peut regrouper ces positions sous quatre rubriques : éternité du monde, négation de la providence universelle de Dieu, unicité de l'âme intellective pour tous les hommes (monopsychisme), déterminisme.

Cette date correspond, selon Pierre Duhem, à la naissance de la science moderne. Tempier, au nom d’une nécessité théologique, ouvrira une brèche béante à partir de laquelle se poseront les bases de la pensée moderne : « Si la science moderne n’est pas née en 1277, c’est la date où la naissance des cosmologies modernes est devenue possible en milieu chrétien. »

## La pratique scolastique

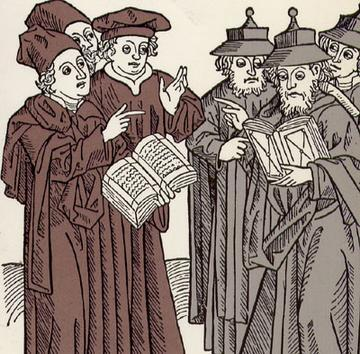
Une disputatio entre des clercs chrétiens et des Juifs (1483).

La scolastique comporte plusieurs formes : la lectio de textes, les commentaires, la quaestio, la disputatio ou question disputée, les questions quodlibétiques et les sommes.
La lectio consiste à expliquer les textes fondamentaux de l'enseignement (la Bible, Pierre Lombard, Aristote plus tard, etc.) quasiment mot à mot. Le texte est divisé en ses diverses parties, puis commenté dans le détail ; enfin les problèmes qu'il pose sont examinés. Les commentaires sont destinés à faire comprendre des œuvres (de nature religieuse, philosophique, scientifique) considérées comme fondamentales. Elle permet de résoudre un problème selon un schéma rigoureusement réglé, des problèmes de théologie ou de philosophie.
La quaestio apparaît au début du XIIe siècle. La technique en est parfaitement mise au point au XIIIe siècle. La quaestio est le fait du maître seul. Quand y sont mêlés d'autres acteurs, elle prend la forme de la disputatio, soumise à des règlements universitaires précis.
La disputatio représente une compétition, une joute verbale entre deux docteurs et leurs étudiants sur un sujet de théologie, de philosophie ou de droit. À Paris, elle se déroule sur la place de la Sorbonne, ou sur tout autre lieu circulaire, devant des spectateurs qui ont été avertis de la joute oratoire par des « placards », affichés entre autres sur la porte des églises. Le déroulement de ces joutes est très strict, et codifié de façon rigide. Une somme est le résumé systématique d'un ensemble doctrinal, résumé qui peut être fort long.
C'est sur l'aspect formaliste de la disputatio que se concentrera la critique rationaliste et moderne de la scolastique. Sa méthode est en effet une pure spéculation intellectuelle, fondée exclusivement sur le commentaire de textes ou le commentaire de commentaires, s'interdisant tout regard direct sur le réel. Cette logique formelle ne peut se prévaloir d’aucune validité en ce qui concerne la compréhension et l’extension d’un prédicat. C’est l’attitude que Platon a combattue chez les sophistes.

## Histoire institutionnelle de la scolastique
Le développement de la scolastique est intimement lié à celui des universités. Ainsi la scolastique est un produit universitaire, au sens institutionnel et social à la fois. L'emprise de la scolastique se divise en quatre grandes périodes, même si l'influence de celle-ci s'étend au-delà.

### Scolastique primitive: du début duXIesiècleà la fin duXIIesiècle
La première période, qui semble débuter surtout avec la figure d'Anselme de Cantorbéry, est marquée par la Querelle des universaux, opposant les réalistes, menés par Guillaume de Champeaux, aux nominalistes, représentés par Roscelin, et aux conceptualistes (Pierre Abélard). Mais la forme véritablement préparatoire à la scolastique sera l'école de Chartres qui redécouvrira Aristote.
Cette période marque aussi l'apogée des exégèses médiévales. Celles-ci interprétaient les Saintes Écritures à travers la méthode scolastique qui révélait son quadruple sens : littéral, allégorique, tropologique, et anagogique. Chacun des quatre sens était connu et pratiqué depuis longtemps, mais cette doctrine des quatre sens de l'Écriture préconisait une interprétation plurielle du texte de la Bible. Hugues de Saint-Victor l'employa (De Scripturis).
Les œuvres d'Aristote sont traduites (en même temps que les traités scientifiques grecs et arabo-musulmans) par des équipes de philosophes chrétiens, juifs et arabes. Elles sont marquées par l'influence de Platon et de Plotin.

### Grande scolastique: de la fin duXIIesiècleà la fin duXIIIesiècle
Cette deuxième période est considérée comme l'apogée de la scolastique. Elle est appelée pour cette raison la grande scolastique. À partir de 1230, les œuvres d'Aristote, principales représentantes de la scolastique, sont traduites du grec en latin par Albert le Grand, véritable introducteur de la pensée du philosophe, et par Guillaume de Moerbeke, secrétaire de Thomas d'Aquin, et introduites dans les universités.
Plusieurs sensibilités se sont exprimées dès cette époque. On note par exemple que Robert Grossetête, à Lincoln (Royaume-Uni), et Roger Bacon, à Oxford, davantage portés vers l'expérience que vers la spéculation pure, avaient identifié quelques erreurs commises par Aristote à propos des phénomènes naturels, ce qui ne les empêcha nullement de reconnaître l'importance de la philosophie d'Aristote. Cependant, à la fin du XIIIe siècle, le plus grand souci des universitaires est de refuser radicalement l'univers nécessaire des Grecs et des Arabes.

### Scolastique tardive: leXIVesiècle
La troisième période est une phase de repli. Le dernier grand représentant de la scolastique, Jean Duns Scot, soutient l'idée selon laquelle Dieu est infini et la créature finie, sur un même plan ontologique. On voit le penseur Guillaume d'Occam prendre position pour les nominalistes, et fonder une via moderna qui s'oppose au thomisme, distinguant davantage que Thomas d'Aquin la philosophie de la théologie.

### À partir duXVesiècle
À partir du XVe siècle, la scolastique est remise en cause par l'humanisme puis par la Réforme au XVIe siècle : la scolastique sera accusée d'avoir ruiné la doctrine chrétienne en établissant la prépondérance de la philosophie antique. Érasme critique son « langage barbare », son ignorance des lettres et des langues. Les maîtres de la scolastique ignorent en effet le grec et ne possèdent que des traductions de seconde ou troisième main. Mais les maîtres de la scolastique Jean Bessarion (env. 1402-1472), Pietro Pomponazzi (1462-1525)[réf. nécessaire] et les maîtres de Padoue[réf. nécessaire] s'opposent aux idéaux de l'humanisme. Les théologiens s'opposent d'ailleurs à la traduction par Érasme du grec au latin du Nouveau Testament, traduction beaucoup plus fidèle au texte. Érasme critique surtout la « contamination » de la scolastique par la philosophie païenne : « Quelles relations peut-il y avoir entre le Christ et Aristote ? ».
Selon le système de pensée réformée, la définition précise du contenu de la scolastique resterait problématique.
Selon Marie-Madeleine Davy : « Plus tard, on verra Érasme accuser de paganisme le Moyen Âge chrétien. Quant à Luther, il ira jusqu'à dire que « les philosophes du Moyen Âge ont livré les clés de la théologie à la morale païenne. » Luther a publié en 1517 Controverse contre la théologie scolastique.
Le débat peut se résumer en ces termes : d'un côté, les réformateurs rejettent la théologie scolastique médiévale. Ceux-ci accusent les scolastiques d'avoir hellénisé la religion chrétienne. De l'autre côté, les catholiques considèrent que les scolastiques ont plutôt christianisé la civilisation hellénistique et ouvert la foi aux catégories de la pensée antique.
L'école de Salamanque, en Espagne, constitue un renouveau très important sur les grandes questions dont on débat pendant la Renaissance : droit naturel, économie. Francisco Suarez, jésuite espagnol de l'école de Salamanque, est considéré comme le plus grand scolasticien après Thomas d'Aquin. Il semble être tombé dans un certain oubli, pourtant Descartes s'est appuyé sur ses dissertations métaphysiques pour critiquer la philosophie première de la scolastique.
En France, l'enseignement de la scolastique perdura aux XVIIe et XVIIIe siècles jusqu'à la suppression des universités sous la Révolution, en septembre 1793.

## La scolastique thomiste et sa postérité
Thomas d'Aquin se distingue dans l'histoire de la scolastique par sa réconciliation réputée réussie entre Aristote, « le divin docteur », et la foi chrétienne. Celle-ci passe en particulier par la tentative de résoudre les tensions entre philosophie première (selon Aristote) et théologie, autrement dit entre une science de l'être en général (métaphysique ou philosophie première, appelée plus tard ontologie, ou ontosophie) et une science de l'être par excellence, identifié à Dieu (plus tard, metaphysica specialis, la théologie). 
Cette réconciliation avec la philosophie première est présentée dans la Somme théologique. Au centre de cet ouvrage, on trouve une théologie de la Création (prima pars : Dieu, la création). La réconciliation est soumise à la hiérarchie augustinienne : « Si vous ne croyez pas, vous ne comprendrez pas » citant Esaie 7,9. Il s'agit avant tout de mieux comprendre la foi chrétienne à la lumière de la philosophie antique. 
Thomas d'Aquin précise par ailleurs que la philosophie, recherchant la vérité, ne peut présenter de danger pour la religion qui selon lui est la vérité : elle ne peut au contraire qu'y conduire. La philosophie se retrouvera donc in fine au service de la révélation. Les bases que prend Thomas sont les textes sacrés, et donc le travail philosophique de la Somme consiste, au moyen de questions successives, à en débusquer les contradictions apparentes et à les résoudre par une approche qui s'apparente à ce que sera la dialectique de Hegel (en partant d'autres bases).

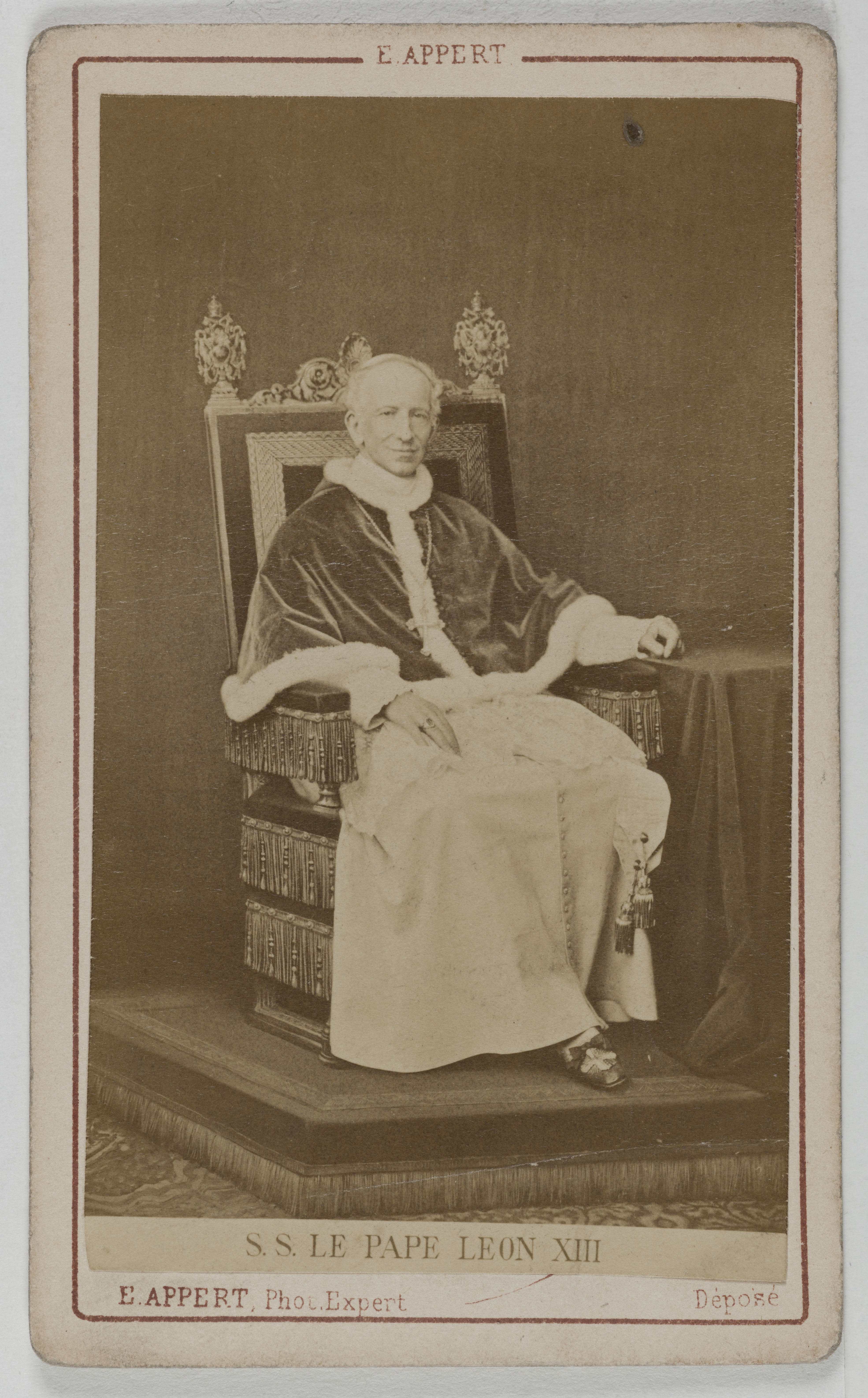
Le pape Léon XIII en 1878, qui donna un nouvel essor au thomisme.

Même si le terme scolastique a une connotation négative depuis le XVIIe siècle, du fait qu'il paraît attaché à une spéculation excessive (affaire Galilée et prise de position de Descartes), les papes ont constamment réaffirmé la profondeur de la pensée de Thomas d'Aquin :
- Léon XIII dans l'encyclique Aeterni Patris, le 4 août 1879, sur saint Thomas d'Aquin et la philosophie chrétienne ;
- Jean-Paul II affirme dans l'encyclique Fides et ratio du 14 septembre 1998 :

« La constante nouveauté de la pensée de saint Thomas d'Aquin.
Saint Thomas occupe une place toute particulière, non seulement pour le contenu de sa doctrine, mais aussi pour le dialogue qu'il sut instaurer avec la pensée arabe et la pensée juive de son temps. À une époque où les penseurs chrétiens redécouvraient les trésors de la philosophie antique, et plus directement aristotélicienne, il eut le grand mérite de mettre au premier plan l'harmonie qui existe entre la raison et la foi. La lumière de la raison et celle de la foi viennent toutes deux de Dieu, expliquait-il ; c'est pourquoi elles ne peuvent se contredire. »
« Un grand défi qui se présente à nous au terme de ce millénaire est de savoir accomplir le passage, aussi nécessaire qu'urgent, du phénomène au fondement. Il n'est pas possible de s'arrêter à la seule expérience ; même quand celle-ci exprime et manifeste l'intériorité de l'homme et sa spiritualité, il faut que la réflexion spéculative atteigne la substance spirituelle et le fondement sur lesquels elle repose. Une pensée philosophique qui refuserait toute ouverture métaphysique serait donc radicalement inadéquate pour remplir une fonction de médiation dans l'intelligence de la Révélation. »
- Benoît XVI déclarait le 28 janvier 2007 :

« Avec une sagesse clairvoyante, saint Thomas d'Aquin réussit à instaurer une confrontation fructueuse avec la pensée arabe et juive de son temps, au point d'être considéré comme un maître toujours actuel de dialogue avec d'autres cultures et religions. […] Il sut présenter cette admirable synthèse chrétienne entre raison et foi qui, pour la civilisation occidentale représente un patrimoine précieux où l'on peut puiser aujourd'hui également pour dialoguer de manière efficace avec les grandes traditions culturelles et religieuses de l'est et du sud du monde. »

## Principaux philosophes scolastiques
- Anselme de Cantorbéry
- Pierre Abélard
- Albert le Grand
- Bonaventure de Bagnoregio
- Maître Eckhart
- Thomas d'Aquin
- Pierre de Jean Olivi
- Gonzalve d'Espagne
- Jean Duns Scot
- Guillaume d'Ockham
- Francisco Suarez